# Ethylenglykolforgiftning
Ethylenglykolforgiftning er en meget alvorlig forgiftning, som ødelægger frem for alt nyrerne hos den som har indtaget ethylenglykol, som blandt andet indgår i kølervæske til biler. Indtagelse af kølervæske sker i nogle tilfælde forsætligt, f.eks. ved selvmordsforsøg, eller utilsigtet af børn eller dyr. Det er relativt almindeligt, at hunde og katte bliver forgiftede af kølervæske, som de har drukket af en pøl fra en bil som lækker, eller at børn har fundet en beholder i garagen. Ekstremt små mængder kølervæske er tilstrækkelige til at anrette stor skade, for en kat er dødelig dosis et par spiseskefulde ethylenglykol, og for en hund på 30 kg er dødelig dosis 2 dl.

## Sygdomsforløb
Ethylenglykolen absorberes hurtigt fra tarmen og når blodomløbet. Det er ikke i sig selv farligt, men i leveren omdannes den af enzymet alkoholdehydrogen til de giftige metabolitter glykolaldehyd, glykolsyre og oxalat. Når disse når nyrerne forårsager de alvorlige skader, dels gennem direkte interaktion med det tubulære epitel men også gennem dannelse af krystaller, som blokerer nyregangene og forårsager yderligere degeneration og nekrose. En metabolisk acidos opstår og indebærer at blodets pH falder. Andre vitale organer som lunger og hjerte kan også rammes, og ved høje doser kan man rammes af akut hjertesvigt.

## Symptomer
Hvilke symptomer man får og hvornår de opstår afhænger af hvor meget ethylenglykol man har indtaget. Det er ikke sikkert at man opdager nogle symptomer, og når symptomerne endelig opstår kan det allerede være for sent at behandle.

## Behandling
Behandling sker gennem flere dages intravenøs tilførsel af etanol, dvs. helt almindelig alkohol. Derfor metaboliserer enzymet alkoholdehydrogen etanol, og også foretrækker etanol frem for ethylenglykol. Derved kan man forhindre ethylenglykolen i at omdannes til giftige metabolitter, og den udskilles i stedet uændret, hvilket ikke forårsager større skader. Udsigten til behandlingen afhænger af, hvor meget ethylenglykol patienten har indtaget i forhold til kropsvægten, og hvor lang tid der er gået fra indtagelsen og indtil behandlingen påbegyndes. Det er vigtigt at påbegynde behandlingen så hurtigt som muligt, helst ikke mere end 1-2 timer efter indtagelsen. Hvis man venter for længe kan det meste af ethylenglykolen nå at omdanne sig til sine giftige metabolitter, hvilket gør etanolen virkningsløs.
Ud over etanol kan man forsøge at neutralisere den reducerede pH-værdi med natron, og det er desuden vigtigt at give en supplerende væskebehandling.
I de senere år er man begyndt at bruge formepizol i stedet for etanol, da det er nemmere at dosere. Det er dog betydeligt dyrere, men det kompenseres til en vis del af en mindre omfattende intensivindsats.

## Forebyggelse
For at undgå ulykker bør man opbevare såvel koncentreret som færdigblandet, ny som brugt kølervæske på et sikkert sted hvor børn og dyr ikke kan komme til det, samt være forsigtig med ikke at spilde når man fylder kølervæske på bilen. Kølervæskes søde smag og tiltalende farve giver børn og dyr lyst til at smage på det. Brugt kølervæske må ikke ledes ud i naturen eller afløbsnettet, men skal opsamles og afleveres til kommunens indsamlingsordning for miljøfarligt affald. Hvis ens bil lækker kølervæske, bør man få det ordnet hurtigst muligt.